# Franciszek Miklaszewski
Franciszek Miklaszewski herbu Ostoja – sędzia żydowski województwa krakowskiego w 1728 roku, pisarz wojewodziński, podrządczy i sędzia wielkorządów krakowskich w latach 1729–1750.